# Dimocarpus foveolatus
Dimocarpus foveolatus är en kinesträdsväxtart som först beskrevs av Ludwig Radlkofer, och fick sitt nu gällande namn av Leenhouts. Dimocarpus foveolatus ingår i släktet Dimocarpus och familjen kinesträdsväxter. Inga underarter finns listade i Catalogue of Life.